# История на съвременна Сирия
Историята на съвременна Сирия започва с прекратяването на османския контрол над Сирия от френските сили и създаването на администрацията на окупираната вражеска територия по време на Първата световна война. Краткотрайното Арабско кралство Сирия се появява през 1920 г., но то скоро попада под френския мандат, който създава краткотрайната автономна Държава Халеб, Държавата Дамаск (бъдещата Сирийска държава), Алавитската държава и Държавата Джабал ал-Друз; автономиите са трансформирани в Мандатна сирийска република през 1930 г. Сирийската република получава независимост през април 1946 г. Републиката участва в Арабско-израелската война и остава в състояние на политическа нестабилност през 50-те и 60-те г.
Държавният преврат от 8 март 1963 г. води до установяването на Националния съвет за революционно командване (NCRC) – група от военни и цивилни служители, които поемат контрола върху цялата изпълнителна и законодателна власт. Превземането е организирано от членове на партията Баас, водена от Мишел Афлак и Салах ал-Дин ал-Битар. Афлак е свален от власт в началото на 1966 г. от марксистко-ленински военни дисиденти на партията, водена от генерал Салах Джадид. След Арабската пролет през 2011 г. правителството на Башар ал-Асад участва в продължаващата гражданска война в Сирия.
На 8 декември 2024 г. Башар ал-Асад бяга в Русия, след като бунтовниците превземат столицата Дамаск, което води до падането на режима на Асад и установяването на временно правителство. След падането на режима на Асад Сирия навлезе в политически преход под ръководството на преходно правителство на 29 март 2025 г., начело с президента Ахмед ал-Шараа.

## Сирия под мандат

### Администрация на окупираните вражески територии
Администрацията на окупираните вражески територии е съвместна британска и френска военна администрация над левантийските и месопотамските провинции на бившата Османска империя между 1918 и 1920 г., създадена след Синайската и Палестинската кампания през Първата световна война. Администрацията приключва след възлагането на френския мандат за Сирия и Ливан и британския мандат за Палестина на конференцията в Сан Ремо на 19-26 април 1920 г.

### Първоначална гражданска администрация
След конференцията в Сан Ремо през април 1920 г. и поражението на краткотрайната монархия на крал Фейсал I в Сирия в битката при Майсалун на 24 юли 1920 г., френският генерал Анри Гуро установява гражданска администрация на територията. Мандатният регион е разделен на шест държави: Дамаск (1920 г.), Халеб (1920 г.), Алавитска държава (1920 г.), Джабал ал-Друз (1921 г.), автономният санджак Александрета (1921 г.) (днешен Хатай) и Голям Ливан (1920 г.) (бъдеща  съвременна държава Ливан).
Чертежът на тези държави се основава отчасти на фрагментирания състав на терена в Сирия. Въпреки това почти всички сирийски фракции са враждебни към френския мандат и към разделението, което създава. Това се вижда най-добре в многобройните бунтове, които французите срещат във всички сирийски държави. Маронитските християни от планината Ливан, от друга страна, са общност с мечта за независимост, която се осъществява при французите; следователно Голям Ливан е изключение от новосформираните държави.

### Сирийска федерация (1922 – 1924)
През юли 1922 г. Франция създава свободна федерация между три от държавите: Дамаск, Халеб и Алавитската държава под името Сирийска федерация (Fédération syrienne). Джабал ал-Друз, Санджак Александрета и Голям Ливан не са част от тази федерация, която приема нов федерален флаг (зелено-бяло-зелен с френски кантон). На 1 декември 1924 г. Алавитската държава се отделя от федерацията, когато държавите Халеб и Дамаск се обединяват в Сирийската държава.

### Голямото сирийско въстание
През 1925 г. бунтът в Джабал ал-Друз, воден от Султан Паша ал-Атраш, се разпространява и в други сирийски държави и се превръща в общ бунт в Сирия. Франция се опитва да отвърне, като кара парламента на Халеб да обяви отделяне от съюза с Дамаск, но гласуването е осуетено от сирийските патриоти.

### Договор за независимост (1936)
През 1936 г. е подписан френско-сирийският договор за независимост, който няма да бъде ратифициран от френския законодателен орган. Въпреки това договорът позволява на Джабал ал-Друз, Алавитската държава (днес наричани Латакия) и Санджак Александрета да бъдат включени в Сирийската република в рамките на следващите две години. Голям Ливан (днес Ливанска република) е единствената държава, която не се присъединява към Сирийската република. Хашим ал-Атаси, който е министър-председател по време на краткото управление на крал Фейсал I (1918–1920), е първият президент, избран съгласно нова конституция, приета след договора за независимост.

### Разделяне на Хатай
През септември 1938 г. Франция отново отделя сирийския окръг Александрета и го трансформира в Република Хатай. Тя се присъединява към Турция през следващата година, през юни 1939 г. Сирия не признава присъединяването на Хатай към Турция и въпросът все още е спорен до момента.

## Втора световна война и основаване на ООН
С падането на Франция през 1940 г. по време на Втората световна война Сирия попада под контрола на режима от Виши, докато британците и свободните французи не нахлуват и не окупират страната през юли 1941 г. Сирия провъзгласява своята независимост отново през 1941 г., но едва на 1 януари 1944 г. е призната за независима република.
На 27 септември 1941 г. Франция провъзгласява по силата и в рамките на мандата независимостта и суверенитета на Сирийската държава. В прокламацията се казва, че „независимостта и суверенитетът на Сирия и Ливан няма да повлияят на правната ситуация, както произтича от Закона за мандата. Всъщност тази ситуация може да бъде променена само със съгласието на Съвета на Обществото на нациите, със съгласието на правителството на Съединените щати – страна по Френско-американската конвенция от 4 април 1924 г., и само след сключването между френското правителство и сирийското и ливанското правителства на договори, надлежно ратифицирани в съответствие със законите на Френската република.
Бенкт Бромс каза, че е важно да се отбележи, че има няколко основатели на ООН, чиято държавност е съмнителна по време на конференцията в Сан Франциско, и че правителството на Франция все още смята Сирия и Ливан за мандати.
Дънкан Хол казва: „По този начин може да се каже, че сирийския мандат е прекратен без никакви официални действия от страна на Лигата или нейния наследник. Мандатът е прекратен с декларацията на задължителната власт и на самите нови държави, на тяхната независимост, последвана от процес на частично безусловно признаване от други сили, кулминиращ с официалното приемане в Обединените нации, член 78 от Хартата прекрати статута на опека за всяка държава-членка: „Системата на опека не се прилага за територии, които стават членове на Обединените нации, отношенията между които се основават на зачитане на принципа на суверенното равенство.““
На 29 май 1945 г. Франция бомбардира Дамаск и се опитва да арестува неговите демократично избрани лидери. Докато френските самолети бомбардират Дамаск, министър-председателят Фарис ал-Хури е на учредителната конференция на ООН в Сан Франциско, представяйки искането на Сирия за независимост от френския мандат. Продължаващият натиск от страна на сирийските националистически групи и британският натиск принуждават французите да евакуират последните си войски на 17 април 1946 г.

## Сирийска република (1946 – 1963)
Сирийската независимост е придобита през 1946 г. Въпреки че бързото икономическо развитие следва обявяването на независимостта, сирийската политика от независимостта до края на 60-те г. е белязана от катаклизми. Първите години на независимост са белязани от политическа нестабилност.
През 1948 г. Сирия участва в арабско-израелската война с новосъздадената държава Израел. Сирийската армия е изтласкана от израелските райони, но укрепва своите крепости на Голан и успява да запази старите си граници и да заеме някои допълнителни територии. През юли 1949 г. Сирия е последната арабска страна, която подписва споразумение за примирие с Израел.
През март 1949 г. националното правителство на Сирия е свалено от власт чрез военен преврат, воден от Хусни ал-Заим. Някои автори твърдят, че е намесено ЦРУ на Съединените щати.
По-късно същата година Заим е свален от своя колега Сами ал-Хинауи и от Адиб ал-Шишакли. Това подкопава гражданското управление и води до пълното завземане на властта от Шишакли през 1951 г. Той продължава да управлява страната до 1955 г., когато нарастващата обществена опозиция го принуждава да подаде оставка и да напусне страната. Националното правителство е възстановено, но отново изправено пред нестабилност, този път от чужбина. След свалянето на президента Шишакли с преврат от 1954 г. продължаващите политически маневри, подкрепяни от конкуриращи се фракции в армията, в крайна сметка водят на власт арабски националистически и социалистически елементи. Между 1946 и 1956 г. Сирия има 20 различни кабинета и изготвя четири отделни конституции.
По време на Суецката криза от 1956 г., след нахлуването в Синайския полуостров на израелските войски и намесата на британски и френски войски, в Сирия е обявено военно положение. По-късно сирийски и иракски войски са въведени в Йордания, за да предотвратят евентуална израелска инвазия. Атаките срещу иракските тръбопроводи през ноември 1956 г. са като отмъщение за приемането на Ирак в Багдадския пакт. В началото на 1957 г. Ирак съветва Египет и Сирия да не превземат Йордания.
През ноември 1956 г. Сирия подписва пакт със Съветския съюз, осигурявайки опора за комунистическо влияние в правителството, в замяна на самолети, танкове и друго военно оборудване, изпратено в Сирия. Това увеличаване на силата на сирийската военна технология разтревожва Турция, тъй като изглежда възможно Сирия да се опита да си върне Искендерун – бивш сирийски град, сега в Турция. От друга страна, Сирия и СССР обвиняват Турция, че струпва свои войски на сирийската граница. По време на това противопоставяне комунистите придобиват по-голям контрол над сирийското правителство и армията. Само разгорещените дебати в Обединените нации (на които Сирия е първоначален член) намаляват заплахата от война.
Политическата нестабилност на Сирия през годините след преврата от 1954 г., паралелизмът на сирийската и египетската политика и привлекателността на лидерството на египетския президент Гамал Абдел Насер след Суецката криза създават подкрепа в Сирия за съюз с Египет. На 1 февруари 1958 г. сирийският президент Шукри ал-Куватли и Насер обявяват сливането на двете страни, създавайки Обединената арабска република, и всички сирийски политически партии, както и комунистите в тях, преустановяват откритата си дейност. Съюзът обаче не е успешен. След военен преврат на 28 септември 1961 г. Сирия се отделя, възстановявайки се като Сирийска арабска република. Нестабилността характеризира следващите 18 месеца с различни преврати, кулминира на 8 март 1963 г., когато офицери от левите сирийски армии създават Националния съвет на революционното командване (NCRC) – група военни и цивилни служители, които поемат контрола върху цялата изпълнителна и законодателна власт. Превземането е организирано от членове на Партията на арабското социалистическо възкресение (Баас), която е активна в Сирия и други арабски страни от края на 40-те г. Новият кабинет е доминиран от членове на Баас.

## Баасистка арабска република Сирия от 1963 г. до днес

### Първо правителство на Баас
Превземането от Баас на Сирия следва преврата на Баас в Ирак предишния месец. Новото сирийско правителство проучва  възможността за федерация с Египет и с контролирания от Баас Ирак. На 17 април 1963 г. в Кайро е сключено споразумение за провеждане на референдум за единство през септември 1963 г. Скоро обаче между партиите възникват сериозни разногласия и тристранната федерация не успява да се материализира. След това правителствата на Баас в Сирия и Ирак започват да работят за двустранно единство. Тези планове се провалят през ноември 1963 г., когато правителството на Баас в Ирак е свалено .
През май 1964 г. президентът Амин ал-Хафиз от NCRC обнародва временна конституция, предвиждаща Национален съвет на революцията (NCR) – назначен законодателен орган, съставен от представители на масови организации (работнически, селски и професионални съюзи) – президентски съвет, в който е възложена изпълнителната власт и кабинет.

### Второ правителство на Баас
На 23 февруари 1966 г. група армейски офицери извършват успешен вътрешнопартиен преврат, хвърлят в затвора президента Хафиз, разпускат кабинета и NCR, отменят временната конституция и определят регионално, гражданско правителство на Баас на 1 март. Лидерите на преврата го описват като „коригиране“ на принципите на партията Баас. През юни 1967 г. Израел превзема и окупира Голанските възвишения. Шестдневната война значително отслабва радикалното социалистическо правителство, установено с преврата от 1966 г.
На 18 септември 1970 г., по време на събитията от Черния септември в Йордания, Сирия се опитва да се намеси от името на палестинските партизани. Хафез ал-Асад изпраща бронирани сили, еквивалентни на бригада, с танкове, като някои от тях се твърди, че набързо са преименувани от редовната сирийска армия за целта. Други сирийски части са 5-та пехотна дивизия и командоси. На 21 септември сирийската 5-та дивизия пробива отбраната на йорданската 40-та бронетанкова бригада и я отблъсва от кръстопътищата ар-Рамта. На 22 септември кралските йордански военновъздушни сили започват да атакуват сирийските сили, които в резултат на това са тежко поразени. Постоянните въздушни удари сломяват сирийските сили и в късния следобед на 22 септември 5-та дивизия започва да отстъпва. Бързото изтегляне на Сирия е тежък удар за палестинските партизани. Йорданските бронетанкови сили упорито удрят щабовете им в Аман и заплашват да ги разбият и в други региони на Кралството. В крайна сметка палестинските фракции се съгласяват на прекратяване на огъня. Крал Хусейн I и Ясер Арафат присъстват на срещата на Арабската лига в Кайро, където за кратко са прекратени военните действия. Йордано-палестинската гражданска война скоро се подновява, но без сирийска намеса.
До 1970 г. възниква конфликт между екстремистко военно крило и по-умерено гражданско крило на партията Баас. Отстъплението през 1970 г. на сирийските сили, изпратени да помогнат на ООП по време на военните действия на „Черния септември“ с Йордания, отразява това политическо несъгласие в управляващото ръководство на Баас.

### Партия Баас при Хафез ал-Асад (970 – 2000)

#### Вземане на властта
На 13 ноември 1970 г. министърът на отбраната Хафез ал-Асад извършва безкръвен военен преврат, като отстранява цивилното ръководство на партията и поема ролята на президент. При поемането на властта той предприема бързи действия, за да създаде организационна инфраструктура за своето правителство и да консолидира контрола. Временното регионално командване на арабската социалистическа партия Баас на Асад номинира 173-членен законодателен орган – Народен съвет, в който партията Баас взема 87 места. Останалите места са разпределени между „народни организации“ и други второстепенни партии.
През март 1971 г. партията провежда своя регионален конгрес и избира ново регионално командване от 21 членове, оглавявано от Асад. През същия месец се провежда национален референдум за утвърждаване на Асад като президент със 7-годишен мандат. През март 1972 г., за да разшири основата на своето правителство, Асад формира Националния прогресивен фронт – коалиция от партии, водени от партията Баас, и са проведени избори за създаване на местни съвети във всяка от 14-те провинции на Сирия. През март 1973 г. влиза в сила новата конституция на Сирия, последвана малко след това от парламентарни избори за Народен съвет – първите такива избори от 1962 г. насам.

#### Октомврийска война
На 6 октомври 1973 г. Сирия и Египет започват войната от Йом Кипур (наричана още „Рамазанска война“ или „Октомврийска война“, тъй като Сирия и Египет атакуват по време на мюсюлманския празник Рамазан байрам), като организират изненадваща атака срещу Израел. Въпреки елемента на изненада Египет и Сирия губят първоначалните си печалби в триседмична война и Израел продължава да окупира Голанските възвишения и Синайския полуостров.

#### Намеса в Ливан
В началото на 1976 г. Ливанската гражданска война върви зле за маронитските християни, така че ливанският президент Елиас Саркис официално иска от Сирия военна намеса. След като получава първия си мандат от ливанския президент, Сирия получава втори мандат от Арабската лига за военна намеса в Ливан. Сирия изпраща 40 000 войници в страната, за да попречи на християните да бъдат превзети, но скоро се забърква в тази война, поставяйки началото на 30-годишното сирийско присъствие в Ливан. През следващите 15 години на гражданска война Сирия се бори както за контрол над Ливан, така и като опит да подкопае Израел в Южен Ливан, чрез широко използване на ливански съюзници като прокси бойци. Мнозина виждат присъствието на сирийската армия в Ливан като окупация, особено след края на гражданската война през 1990 г., след Споразумението от Таиф, спонсорирано от Сирия. След това Сирия остава в Ливан до 2005 г., упражнявайки силно влияние върху ливанската политика, от което доста негодуват мнозина.
Около милион сирийски работници идват в Ливан след края на войната, за да намерят работа при възстановяването на страната. Сирийските работници са предпочитани пред палестинските араби и ливанските работници, защото могат да получават по-ниски заплати, но някои твърдят, че насърчаването на сирийското правителство на гражданите, влизащи в малкия и доминиран от военно отношение съсед в търсене на работа, всъщност е опит за сирийска колонизация на Ливан. През 1994 г., под натиска на Дамаск, ливанското правителство спорно дава гражданство на над 200 000 сирийци, пребиваващи в страната.

#### Въстание на Мюсюлманското братство и клане в Хама
На 31 януари 1973 г. Асад прилага новата конституция, което води до национална криза. За разлика от предишните конституции тази не изисква президентът на Сирия да е мюсюлманин, което довежда до ожесточени демонстрации в Хама, Хомс и Халеб, организирани от Мюсюлманско братство и уламите. Те определят Асад като „враг на Аллах“ и призоваха за джихад срещу неговото управление. Робърт Д. Каплан сравнява идването на власт на Асад с „недосегаем да стане махараджа в Индия или евреин да стане цар в Русия – безпрецедентно развитие, шокиращо за сунитското мнозинство, което е монополизирало властта толкова много векове“. Авторитарното правителство не е без своите критици и сериозно предизвикателство възниква в края на 1970 г. от фундаменталистките сунитски мюсюлмани, които отхвърлят основните ценности на светската програма на Баас и възразяват срещу управлението на алавитите, които смятат за еретични. От 1976 г. до потушаването му през 1982 г. свръхконсервативното Мюсюлманско братство води въоръжен бунт срещу правителството. В отговор на опит за въстание от страна на братството през февруари 1982 г. правителството смазва фундаменталистката опозиция, съсредоточена в град Хама, изравнявайки части от града с артилерийски огън и причинявайки хиляди мъртви и ранени. През останалата част от управлението на Хафез ал-Асад публичните прояви на антиправителствена дейност са много ограничени.

#### По време на войната в Персийския залив
Участието на Сирия през 1990 г. във водената от САЩ многонационална коалиция, обединена срещу Саддам Хюсеин, бележи драматичен вододел в отношенията на Сирия както с други арабски държави, така и със западния свят. Сирия участва в многостранната мирна конференция за Близкия изток в Мадрид през октомври 1991 г. и през 90-те г. участва в преки преговори лице в лице с Израел. Тези преговори се провалят и няма повече сирийско-израелски преговори след срещата на президента Хафез ал-Асад с президента Бил Клинтън в Женева през март 2000 г.

#### Вътрешна борба за власт
В това, което става известно като инцидента в Латакия от 1999 г., след изборите за Народно събрание през 1998 г. избухват бурни протести и въоръжени сблъсъци. Насилствените събития са експлозията на дългогодишна вражда между Хафез ал-Асад и неговия по-малък брат Рифат, който преди това се опитва да започне преврат срещу Хафез през 1984 г., но в крайна сметка е изгонен от Сирия. Двама души са убити при престрелка между сирийската полиция и поддръжниците на Рифат по време на полицейските репресии срещу пристанищния комплекс на Рифат в Латакия. Според опозиционни източници, отречени от правителството, сблъсъците в Латакия водят до стотици убити и ранени.

#### Суша в Сирия
От 2006 г. до 2010 г. Сирия преживява най-голямата си суша в съвременната си история. Тя води до масова миграция от сирийската провинция към градските центрове, което значително обтяга съществуващата инфраструктура, вече обременена от притока на около 1,5 милиона бежанци от Ирак. Самата суша е свързана с предизвиканото от човека глобално изменение на климата. Тя също така е пряко свързана като фактор, допринасящ за социално-икономическите условия, довели до първоначални протести и въстания. Адекватното водоснабдяване продължава да бъде проблем в продължаващата гражданска война и снабдяването често е цел на военни действия.

### При Башар ал-Асад (2000 – 2024)

#### Есен на Дамаск
Хафез ал-Асад умира на 10 юни 2000 г., след 30 години на власт. Непосредствено след смъртта му парламентът изменя конституцията, като намалява задължителната минимална възраст на президента от 40 на 34 години, което позволява на неговия син Башар ал-Асад да стане законно допустим за номинация от управляващата партия Баас. На 10 юли 2000 г. Башар ал-Асад е избран за президент чрез референдум, на който се кандидатира без съпротива, като събира 97,29% от гласовете, според статистиката на сирийското правителство.
За Башар, който говори френски и английски и има жена, родена във Великобритания (Асма), се казва, че „вдъхва надежди“ за реформи и за  Дамаска пролет – интензивен политически и социален дебат, който се провежда от юли 2000 г. до август 2001 г. Периодът се характеризира с появата на множество политически форуми или салони, където групи от хора с еднакви възгледи се срещат в частни домове, за да обсъждат политически и социални въпроси. Феноменът на салоните се разпространява бързо в Дамаск и в по-малка степен в други градове. Политически активисти като Риад Сейф, Хайтам ал-Малех, Камал ал-Лабвани, Рияд ал-Тюрк и Ареф Далила са важни за мобилизирането на движението. Най-известните от форумите са форумът „Риад Сейф“ и форумът „Джамал ал-Атаси“. Дамаската пролет приключва през август 2001 г. с ареста и лишаването от свобода на десет водещи активисти, които призовават за демократични избори и кампания на гражданско неподчинение.

#### Международно и вътрешно напрежение
На 5 октомври 2003 г. Израел бомбардира място близо до Дамаск, твърдейки, че това е съоръжение за обучение на терористи за членове на Ислямски джихад. Ислямски джихад казва, че лагерът не се използва, а Сирия казва, че атаката е била срещу цивилен район. Израелските действия са осъдени от европейските правителства. Германският канцлер казва, че това „не може да бъде прието“, а френското външно министерство заявява, че „израелската операция... представлява неприемливо нарушение на международното право и правилата за суверенитет“. Испанският посланик в ООН Иносенсио Ариас го нарича атака с „изключителна тежест“ и „явно нарушение на международното право“.
Конгресът на Съединените щати приема Закона за отговорността на Сирия през декември 2003 г. с цел да сложи край на това, което САЩ виждат като сирийско участие в Ливан, Ирак, тероризма и оръжията за масово унищожение чрез международни санкции.
Етническото напрежение се увеличава в Сирия след инцидент на футболен стадион в Камишли: 30 души са убити и повече от 160 са ранени в дни на сблъсъци, започващи от 12 март. Кюрдски източници посочват, че сирийските сили за сигурност са използвали бойни патрони срещу цивилни след сблъсъци, избухнали на футболен мач между кюрдски фенове на местния отбор и арабски привърженици на гостуващ отбор от град Дейр ал-Зор. Международната преса съобщава, че на 12 март са били убити девет души. Според Амнести Интернешънъл стотици хора, предимно кюрди, са били арестувани след безредиците. Съобщава се, че задържаните кюрди са били изтезавани и малтретирани. Някои кюрдски студенти са били изключени от университета, според съобщенията, заради участието им в мирните протести.
През юни 2005 г. хиляди кюрди демонстрират в Камишли, за да протестират срещу убийството на Шейх Хазнауи – кюрдски духовник в Сирия, което вод до смъртта на един полицай и раняването на четирима кюрди.
Подновена опозиционна активност се случва през октомври 2005 г., когато активистът Мишел Кило стартира с водещи опозиционни фигури Декларацията от Дамаск, която критикува сирийското правителство като авторитарно и тоталитарно, и призовава за демократична реформа.
На 6 септември 2007 г. сирийски обект е бомбардиран в района на Дейр ез-Зор (Операция Orchard). Въпреки че никой не поема отговорност за това деяние, Сирия обвинява Израел, който от своя страна обявява, че посоченият обект е ядрен обект с военно предназначение. Сирия отхвърля твърдението.
На 26 октомври 2008 г. паравоенни офицери на на ЦРУ и Силите за специални операции на Съединените щати извършват нападение на сирийска територия от Ирак. Сирийското правителство нарича събитието „криминална и терористична атака“ срещу своя суверенитет, твърдейки, че всички осем докладвани смъртни случая са на цивилни. Неназован американски военен източник обаче твърди, че целта е била мрежа от чуждестранни бойци, които пътуват през Сирия, за да се присъединят към иракския бунт срещу ръководената от Съединените щати коалиция в Ирак и иракското правителство.

#### Сирийска гражданска война
Продължаващата гражданска война в Сирия се корени в Сирийската революция, която е повлияна от революциите от Арабската пролет. Тя започва през 2011 г. като верига от мирни протести, които са потушени чрез смъртоносни репресии от сирийския апарат за сигурност. През юли 2011 г. дезертьори от армията обявяват създаването на Свободната сирийска армия и започват да формират бойни части. Опозицията е доминирана от мюсюлмани сунити, докато водещите правителствени фигури обикновено се свързват с алавитите. Войната също така включва бунтовнически групи (Ислямска държава и Джабхат ан-Нусра) и различни чужди държави, което води до твърдения за опосредствана война в Сирия. 
Според различни източници, включително ООН, до юни 2013 г. са убити до 100 000 души, включително 11 000 деца. За да избягат от насилието, 4,9 милиона сирийски бежанци бягат в съседни страни като Йордания, Ирак, Ливан и Турция. Грегъри Лахам, тогавашен глава на Мелкитската гръкокатолическа църква, твърди, че приблизително 450 000 сирийски християни са напуснали домовете си до 2013 г. До октомври 2017 г. около 400 000 души са убити във войната според ООН. През септември 2022 г. нов доклад на ООН заявява, че Гражданската война в Сирия е застрашена от повторно пламване. ООН също казва, че е била напълно неспособна да достави каквито и да било доставки през първата половина на 2022 г. Към 2022 г. основната външна военна заплаха и конфликт са първо, продължаващият конфликт с Ислямска държава; и второ, продължаващите опасения за възможно нахлуване в североизточните региони на Сирия на турски сили, за да се ударят кюрдските групи като цяло и Роджава в частност. Официален доклад на правителството на Роджава отбеляза, че подкрепяните от Турция милиции са основната заплаха за региона на Роджава и неговото правителство. Към 2021 г. повече от 600 000 души са убити в гражданската война в Сирия, като проасадските сили са причинили повече от 90% от общите цивилни жертви.
Към 2023 г. Турция продължава да подкрепя различни милиции в Сирия, които периодично се опитват да извършват операции срещу кюрдски групи, състоящи се предимно от YPG/YPJ. Една заявена цел е да се създадат 30 km широки „безопасни зони“ по границата на Турция със Сирия, според изявление на турския президент Реджеп Таип Ердоган. Операциите като цяло са насочени към регионите Тал Рифат и Манбидж на запад от река Ефрат и други райони на изток. Президентът Ердоган открито заявява подкрепата си за операциите в разговори с Москва в средата на 2022 г. През 2022 г. лидерът на Сирийските демократични сили (СДС) Мазлум Абди казва, че кюрдските сили са готови да работят със сирийските правителствени сили за защита срещу Турция, като каза, че „Дамаск трябва да използва своите системи за противовъздушна отбрана срещу турски самолети.“ Абди казва, че кюрдските групи ще могат да си сътрудничат със сирийското правителство и все пак ще запазят автономията си.  През юли 2022 г. СДС и официалната сирийска армия изковават активни планове за активна координация заедно за създаване на отбранителни планове за защита срещу нахлуване от Турция. СДС казват, че смятат, че основната заплаха за кюрдските групи е нахлуване от Турция.
До 2023 г. активните боеве в конфликта между сирийското правителство и бунтовническите групи са почти затихнали, но има случайни избухвания в Северозападна Сирия. В началото на 2023 г. докладите показват, че силите на Ислямска държава в Сирия са били предимно победени, като са останали само няколко клетки в различни отдалечени места. На 10 юни 2020 г. стотици протестиращи се връщат по улиците на Швейда за четвърти пореден ден, протестирайки срещу колапса на икономиката на страната, след като сирийската лира пада до 3000 за долар през предходната седмица. Премиерът Имад Хамис е уволнен от президента Башар ал-Асад на фона на антиправителствени протести заради влошаващите се икономически условия. Новите спадове на сирийската валута и драматичното увеличаване на санкциите започват да предизвикват нови опасения относно оцеляването на правителството на Асад. Анализаторите отбелязват, че разрешаването на настоящата банкова криза в Ливан може да бъде от решаващо значение за възстановяване на стабилността в Сирия. Някои анализатори започват да изразяват опасения, че Асад може да е на ръба да загуби властта; но такъв подобен колапс в режима би могъл да доведе до влошаване на условията, тъй като резултатът може да бъде масов хаос, а не подобряване на политическите или икономическите условия. Русия продължава да разширява своето влияние и военна роля в районите на Сирия, където протича основният военен конфликт.
Анализаторите отбелязват, че предстоящото прилагане на нови тежки санкции съгласно Закона за Цезар на САЩ може да опустоши сирийската икономика, да съсипе всички шансове за възстановяване, да разруши регионалната стабилност и да не направи нищо друго, освен да дестабилизира целия регион. Първите нови санкции влизат в сила на 17 юни. През август са въведени допълнителни санкции в три различни групи. Има все повече съобщения, че храната става все по-трудна за намиране, икономиката на страната е под сериозен натиск и целият режим може да се срине поради санкциите. В началото на 2022 г. Сирия все още е изправена пред голяма икономическа криза поради санкции и друг икономически натиск. Има известно съмнение относно способността на сирийското правителство да плаща субсидии за населението и за основни услуги и програми. ООН съобщава, че в близко бъдеще се задават огромни проблеми пред способността на Сирия да изхранва населението си. Като един вероятно положителен знак за благосъстоянието на населението на Сирия няколко арабски страни започват усилия да нормализират отношенията със Сирия и да сключат сделка за осигуряване на енергийни доставки за Сирия. Това усилие е ръководено от Йордания и включва няколко други арабски страни.

### Падане на режима на Асад (2024)
Интензивните боеве се възобновяват с мащабна бунтовническа офанзива в северозападна Сирия, водена от Хаят Тахрир ал-Шам и подкрепена от съюзнически групировки в Сирийската национална армия, която получава подкрепа от Турция. В рамките на тази офанзива, започнала през ноември 2024 г., бунтовническите сили завземат Халеб, Хама и Хомс. В същото време южните бунтовници, които преди това са се споразумели с правителството, предприемат собствена атака и успяват да установят контрол над Дераа и Сувейда.
Сирийската свободна армия и Сирийските демократични сили започват индивидуални офанзиви, съответно в Палмира и Дейр ез-Зор. На 8 декември столицата Дамаск пада под контрола на бунтовниците, което води до краха на режима на Башар ал-Асад и бягството му в Москва. В същия ден Израел започва настъпление към сирийската провинция Кунейтра, стремейки се да установи контрол върху буферната зона на ООН в Голанските възвишения. В същото време Сирийската национална армия продължава боевете със Сирийските демократични сили в района на Халеб.

## Сирия след Асад (2024 – )
Сирийският премиер Мохамад Гази ал-Джалали обявява на 8 декември 2024 г., че след напускането на Башар ал-Асад на Дамаск властта ще бъде предадена на ново избрано правителство. Ахмед ал-Шараа допълва, че ал-Джалали ще надзирава държавните институции до окончателното предаване. По-късно ал-Джалали заявява пред „Ал Арабия“, че преди съобщението е бил в контакт с ал-Шараа за координиране на предаването на властта.
След тези събития ал-Шараа се утвърждава като де факто лидер на страната, оглавявайки Хаят Тахрир ал-Шам. На 9 декември Хаят Тахрир ал-Шам публикува видео с участието на ал-Шараа, ал-Джалали и Мохамед ал-Башир, който ръководи фактическото правителство в Идлиб. В същия ден, след падането на режима на Асад, ал-Башир е натоварен със задачата да сформира преходно правителство, след среща с ал-Шараа и напускащия премиер ал-Джалали. На следващия ден той е официално назначен за министър-председател на преходното правителство от Сирийското главнокомандване.
Малко след падането на режима на Асад, Израел започва сухопътна операция в буферната зона „Лилава линия“ край Голанските възвишения, придружена от серия въздушни удари срещу сирийски военни складове и военноморски бази. Израелските отбранителни сили заявяват, че унищожават военната инфраструктура на партията Баас, включително химически заводи, за да предотвратят използването им от бунтовниците. Въпреки краха на режима на Асад подкрепяната от Турция Сирийска национална армия продължава военните действия срещу Сирийските демократични сили, подкрепяни от САЩ, докато на 11 декември е постигнато прекратяване на огъня.
След смяната на режима ал-Шараа е официално назначен за президент на Сирия от Сирийското главнокомандване за преходния период. Това се случва на 29 януари 2025 г. по време на Конференцията за победата на Сирийската революция в Дамаск. На 8 март 2025 г. базираната в Обединеното кралство организация SOHR съобщава, че сирийските сили за сигурност и проправителствените бойци са извършили клане на над 700 алавитски цивилни по време на сблъсъци в Западна Сирия. На 10 март 2025 г. Сирийските демократични сили се съгласяват да се слеят със Сирийските въоръжени сили след среща между техния лидер Мазлум Абди и ал-Шараа. Три дни по-късно ал-Шараа подписва временна конституция за петгодишен преходен период.
На 29 март 2025 г. ал-Шараа официално обявява съставянето на сирийското преходно правителство на церемония в Президентския дворец в Дамаск, където новите министри полагат клетва и излагат своите приоритети. Това правителство заменя служебния кабинет, формиран след падането на режима на Асад.